# 女検死官
『女検死官』（おんなけんしかん）は、2000年7月21日の21:00〜22:52に、フジテレビ系列の「金曜エンタテイメント」枠で放送されたドラマ。主演は天海祐希。
かつて恋人同士だった、アメリカ帰りの女検死官と北海道警察の刑事。再会の2人は、揺らぐ心を持ちながら、殺人者からの挑戦に挑む。

## キャスト

### 主な出演者
頼口涼子
演 - 天海祐希
北海道警の特別検死官。ロスの大学を出て、FBIで研修を受けていたところを菅原にスカウトされ、現職に。職場は道警本部別館にある、法医学教室分室である。大阪出身で、母との電話になると、言葉が大阪弁に。
向井雅章・巡査部長
演 - 内藤剛志
中央署刑事課の刑事。商社マンから転職し、30半ばを過ぎて私服警官になる。涼子とはロスで1年間同棲していた過去があり、涼子の案内係としての仕事を任され、再会。現在は弥生と結婚している。
高岡直樹
演 - 仲谷昇
涼子の職場である法医学教室の教授。菅原とは大学の同期。
横堀まどか
演 - 細川ふみえ
涼子の職場である法医学教室の臨床検査技師。時々メガネをかけている。一瞬とっつきにくいように見えるが、そうではない。
菅原稔･本部長
演 - 小野武彦
北海道警の本部長。最近の犯罪の多様化に対応するための、新しい試みとして、涼子をスカウトした人物。涼子は｢菅原さん｣と呼んでいる。
向井弥生
演 - 水島かおり
雅章の妻。涼子と雅章の昔の関係を、雅章から聞いている。
頼口克江
演 - 石井トミコ
涼子の母。
金森
演 - 鶴田忍
中央署の刑事課長。雅章の上司。
根本康夫
演 - 伊藤明賢

杉田真紀
演 - 清水ひとみ

### その他出演者
- 奈佐健臣、渡辺憲吉、渡辺穣、川井竜輔、能戸美也、武田晋、片井理絵、松田加奈、木村絢、工藤正人、森はじめ、ちひろ、(有)egg

## 登場した主な車両
- EF系シビックシャトル
涼子の専用車両。冒頭では、雅章が運転している。ナンバーは「札幌54　25-50」。
- CF系アコード(シルバー)
覆面パトカー。アルミホイールから、グレードは「VTS」と思われる。ナンバーは「64-43」。
- シビック4ドア
パトカー。
- CR-V
雅章が所有する車。助手席に涼子を乗せているシーンが登場する。

## スタッフ
- 脚本 - 鎌田敏夫
- プロデューサー - 中山和記
- 企画 - 清水賢治（フジテレビ）、瀧山麻土香（フジテレビ）
- 撮影 - 木村祐一郎
- 照明 - 高山喜博
- 音声 - 菊池正嗣
- 映像 - 久米田俊裕
- 編集 - 深沢佳文
- 選曲 - 藤村義孝
- 美術 - 坂谷学
- 装飾 - 大石真義、坂本満夫
- 持道具 - 浜崎孝、小松江里子
- ヘアメイク - 大野悦香
- スタイリスト - 鈴木智子、水野美樹子、福田純子
- かつら - 服部真樹
- ライン編集 - 飯塚守
- 効果 - 石井和之
- MA - 亀山貴之
- 技術プロデュース - 佐々木俊幸
- 撮影協力 - 札幌グランドホテル、札幌徳洲会病院、札幌道頓堀劇場、N43、LAWSON、ユニバース、ミッション、夕張市観光部観光課、国民休暇村支笏湖、北海道空港株式会社、ANA 全日空
- 協力 - バスク、ユープロダクション、ベイシス
- 広報 - 野村正義（フジテレビ）
- スチール - 森田俊明
- 車輌 - 麻生リース
- 演出補 - 三木茂
- コーディネーター - ラモス早机子
- 記録 - 藤島理恵
- プロデューサー補 - 梨本みゆき
- 演出 - 星田良子
- 制作 - フジテレビ、共同テレビジョン